# جشمة رشتة (كوهمرة خامي)
جشمة رشتة (بالفارسية: چشمه رشته) هي قرية تقع في إيران في قسم كوهمرة خامي الريفي. يقدر عدد سكانها بـ 27 نسمة بحسب إحصاء 2016.